# Nesoclopeus
 Nesoclopeus és un gènere obsolet d'ocells de la família dels ràl·lids ( Rallidae ) que habiten en algunes illes de Polinèsia i estava formada pel rascló de les Fiji (Nesoclopeus poecilopterus) el rascló de Woodford (Nesoclopeus woodfordi). La primera d'elles es considera extinta des de finals del segle XX

## Taxonomia
L'espècie Hypotaenidia sovint s'inclou a Gallirallus l.s., però la seqüència a Kirchman (2012) els mostra com a parafilètics a Gallirallus s.s.
Actualment el Congrés Ornitològic Internacional (versió 14.2, 2024), els inclou dins el gènere Hypotaenidia, Hypotaenidia poecilopterus i Hypotaenidia woodfordi seguint el criteri de Dickinson & Remsen (2013) que inclou Nesoclopeus.
Tanmateix, Cornell Lab/Birds of the World els inclou dins el gènere Gallirallus